# Unicamp Ventures
A Unicamp Ventures  é uma comunidade formada por empreendedores com algum tipo de relacionamento com a Universidade Estadual de Campinas (Unicamp). É promovida pela Agência de Inovação da Unicamp (INOVA). Sua missão é fomentar uma rede de colaboração entre pessoas que empreenderam ou pretendem empreender utilizando-se de algum conhecimento científico/tecnológico adquirido ou gerado através de pesquisa na Unicamp. Desta forma, a comunidade inclui desde empresas pré-incubadas na Universidade até grande e consolidadas empresas conhecidas como "Filhas da Unicamp".

## História
A Unicamp Ventures foi criada em 11 de novembro de 2006, contando com cerca de 130 empresas "Filhas da Unicamp", em cerimônica que contou com a participação do reitor da Unicamp, José Tadeu Jorge.
A ideia de reunir as “filhas da Unicamp” em uma comunidade partiu do diretor-executivo da Inova, professor Roberto Lotufo, diretor da Agência de Inovação da Unicamp.  Um dos objetivos da Unicamp Ventures é quantificar o impacto para a sociedade do investimento em ensino e pesquisa feito na Universidade. Estima-se que, somente entre os anos de 1990 e 2005, surgiram mais de 100 empresas de tecnologia, que faturam cerca de R$ 1 bilhão por ano. Estudo semelhante, porém com maior abrangência, foi feito pelo MIT.
Em Abril de 2007, o grupo já reunia cerca de 200 empresários.